# Micha'el Harari
Micha'el Harari (hebrejsky מיכאל הררי‎, známý též jako Mike Harari, מייק הררי; ‎18. února 1927, Tel Aviv – 21. září 2014, Tel Aviv) byl důstojník izraelské zpravodajské služby Mosad. Podílel se na řadě významných operací, mezi něž patří operace Boží hněv, v jejímž rámci byly vypátrány a zlikvidovány osoby přímo odpovědné za masakr izraelských olympioniků na LOH v Mnichově v roce 1972, či záchrana rukojmích uneseného letu společnosti Air France z ugandského Entebbe.

## Biografie
Narodil se v telavivské čtvrti Neve Cedek ještě za dob britské mandátní Palestiny. Ve třinácti letech se stal členem Hagany, v níž zprvu sloužil jako kurýr, a dva roky před vznikem Izraele vstoupil do řad jejích úderných oddílů Palmach. Službu ve zpravodajském prostřední zahájil po druhé světové válce, kdy pomáhal v té době nelegální imigraci Židů přeživších holokaust do britské mandátní Palestiny. Než byl v roce 1954 naverbován do Mosadu, sloužil v izraelské armádě a vnitřní zpravodajské službě Šabak (též Šin Bet). Pracoval též jako vedoucí bezpečnostního oddělení letiště Lod (dnešní Ben Gurionovo mezinárodní letiště).
Během své služby v Mosadu řídil agenty v Evropě a postupně se propracoval na velitele operačního oddělení. V této době pomáhal sestavit tým agentů, který se zapojil do operace Boží hněv, která byla reakcí na masakr izraelských olympioniků na letních olympijských hrách v Mnichově v roce 1972. V rámci této operace nicméně došlo omylu, známém jako Lillehammerská aféra, když jeho tým mylně identifikoval lillehammerského číšníka Ahmeda Bouchikiho jako Aliho Hasana Salameha, operačního šéfa Černého září, palestinské teroristické skupiny zodpovědné za Mnichovský masakr. Při následném atentátu zemřel nevinný člověk a většina Harariho týmu byla zatčena norskými úřady, zatímco jemu se podařilo uniknout do Izraele. Žaloba proti němu v Norsku byla nakonec stažena v roce 1999 pro nedostatek důkazů.
Navzdory tomuto fiasku později Harari připsal na účet Mosadu dva velké úspěchy. V červenci 1976 se podílel zpravodajské podpoře operace Entebbe, v jejímž rámci došlo k osvobození izraelských a židovských cestujících uneseného letu společnosti Air France, zadržovaných na letišti v ugandském Entebbe. Pomohl mimo jiné dohodnout využití leteckých základen v Keni, kde následně izraelské letouny, vracející se ze záchranné mise, dotankovaly palivo. Podle některých zdrojů též v přestrojení za italského obchodníka osobně navštívil entebbské letiště. V roce 1979 vedl tým, který v libanonském Bejrútu spáchal úspěšný atentát na již zmíněného Aliho Hasana Salameho.
Později se Harari stal šéfem Mosadu pro Latinskou Ameriku. Zde měl mít vztahy s kontroverzním panamským diktátorem Manuelem Noriegou, jemuž měl být poradcem až do jeho svržení americkou invazí. V roce 1980 službu ve zpravodajských službách opustil.
Zemřel ve svém domě v Tel Avivu ve věku 87 let.